# كليبسيلا
كليبسيلا (بالإنجليزية: Klebsiella)‏ هي جنس بكتيري سلبية الغرام أحد أعضاء عائلة البكتيريا المعوية، وهي بكتيريا عصوية الشكل، غير متحركة، غير مكونة للابواغ، ذات كبسولة بارزة مكونة من عديد السكر (polysaccharides). سميت نسبة للعالم إدوين كلبس. تسبب العديد من الأمراض مثل ذات الرئة والتهاب الجهاز البولي وانتان الدم وغيرها.

## أنواعها
كانت تصنف الكليبسيلا إلى ثلاثة أنواع وذلك حسب الأهمية السريرية والتفاعلات الكيموحيوية وهي: K. pneumoniae, K. ozaenae, و K. rhinoscleromatis, لكن حالياً أظهرت فحوصات الحمض النووي 16S rRNAوجود انواع مثيرة لها تشابه نوعي لكن أهمها سريرياً هي كما يلي:
1. K. pneumoniae
2. K. ozaenae
3. K. rhinoscleromatis
4. K. oxytoca
5. K. planticola
6. K. terrigena
7. K, ornithinolytica